# 2011年6月中國大陸

## 6月1日
- 中國各界以不同的方式慶祝屬於孩子們的國際兒童節。新華網 财经网（页面存档备份，存于）

## 6月3日
- 新華社報導，陝西省鳳翔縣於6月3日時，被文物看護人員發現秦公陵園的6 號大墓被盜，盜墓者以炸藥炸出一深達19公尺的盜洞，因相關研究單位尚未發掘秦公6號大墓，致使此次丟失之文物數量難以判定。陝西公安部門已將此被盜事件立案，已列為公安部督辦大案處理。中央社 8/31

## 6月4日
- 6月4日至11日，中华人民共和国副主席习近平先后对古巴、乌拉圭、智利三个拉美国家进行正式访问[1]
- 国家海洋局北海分局接到康菲（中国）报告，称（渤海湾）蓬莱19-3油田B平台东北方向海面发现不明来源少量油膜。

## 6月7日
- 药家鑫被执行死刑。其父索尸失败，不捐器官愿望或落空。荆楚网/腾讯（页面存档备份，存于）
- 《南方都市报》：湖北省利川市涉贿官员提审时猝死，家属公布骇人尸体照片和死者绝笔信要求“严惩凶手”。南方都市报

## 6月8日
- 《南方都市报》：18年前，三个年轻人王坤武、龙从军、赵德义因一桩在谈“婚事”被告“轮奸”，除自证其罪的口供外（当庭表示曾遭刑讯逼供），并无明确的证据，分别被判处无期、15年和8年徒刑。14年后，被害人方得知自己喜欢的男孩和他的朋友们曾“轮奸”自己。被害人虽有意协助，3人至今未能洗冤。南方都市报/腾讯（页面存档备份，存于）
- 山东省泗水县当局否认城管执法打死老人，称老人是“情绪波动突发心脏病致死”，被殴打的老人伤势并不重。大众网/网易

## 6月9日
- 《时代周报》：去年10月，浙江省松阳县农民李体法拦住浙江省环保厅厅长徐震告乡政府乱排污后，被关进精神病院打针灌药。时代周报/凤凰网（页面存档备份，存于）
- 中国广播网报道江苏省射阳市每年200吨毒菊花入市，商贩称无人检测。中国广播网/网易腾讯（页面存档备份，存于）

## 6月10日
- 湖南省岳阳市发生山洪泥石流15人遇难25人失踪。新华网/腾讯（页面存档备份，存于）
- 湖北省咸宁市旱涝急转成灾，已致19人死5人失踪。中国新闻网/腾讯（页面存档备份，存于）
- 国务院发布精神卫生法（草案），公开征求意见。新闻中心 中国网（页面存档备份，存于）、新华网（页面存档备份，存于）等，见谷歌新闻搜索结果（页面存档备份，存于）。
- 上午10时左右，天津市委市政府门前发生一起爆炸。搜狐（页面存档备份，存于）

## 6月13日
- 中国南方自6月3日以来的两场强降雨所引发的洪水和泥石流等灾害，已导致105人死亡，63人失踪。腾讯网（页面存档备份，存于）
- 京沪高铁举行开通运营新闻发布会，据悉，京沪高铁工程建设、联调联试、运行试验、人员培训等各方面的准备工作基本结束，已通过初步验收和安全评估，将于6月底正式开通运营。同时，票价也已经确定，最低410元，最高1750元。人民网
- 《刑事诉讼法》时隔15年大修，刑讯逼供证据有望排除，或不再强迫自证其罪。新京报/腾讯（页面存档备份，存于）
- 中國大規模展開28省（市、區）對15類產品共6100個樣品抽樣檢測，並首次在本土產品中驗出塑化劑，在中國廣東省及浙江省共八種產品被分別檢驗出含鄰苯二甲酸酯類物質。自由時報 新華網 Archive.today的存檔，存档日期2013-01-05

## 6月14日
- 河南省信阳市农民工持终审胜诉判决要求法院执行，副院长自称不懂规定。中国新闻网/新浪（页面存档备份，存于）

## 6月15日
- 重庆老人进京唱红前母亲去世，坚持唱到最后。华龙网/腾讯（页面存档备份，存于）凤凰网（页面存档备份，存于）
- 北京物资学院大学生的电脑IP与BBS上的“不当言论”的IP地址相同，被校方调查后精神分裂，家属索赔170万。京华时报/新浪（页面存档备份，存于）
- 香港明報報導，中國人民銀行反洗錢中心指出，1990年代中期以來，大陸黨政幹部及駐外中資機構的外逃和失蹤人員約1.6至1.8萬人，攜走款項金額高達人民幣8,000億元(約合3兆5千590億元新台幣)。中時電子報[]

## 6月18日
- 中新社報導，今日凌晨湖北武漢市區降下暴雨，截至下午17時，其平均降雨量已達到191公釐，市區多處出現嚴重積水，並造成當地農業損失，其因淹水而致受損之面積多達54,573萬畝。 中央社

## 6月21日
- 经湖南省政府报请国务院批准，湖南省撤销望城县，设立长沙市望城区。以原望城县的行政区域为长沙市望城区的行政区域（长发[2011]18号文件）。

## 6月22日
- 中国艺术家、持不同政见者艾未未被北京市公安机关以涉嫌经济犯罪为由拘押80天后，获得取保候审出狱。BBC中文网（页面存档备份，存于）

## 6月24日
- 中国杭州西湖文化景观在巴黎举行的第35届世界遗产大会上正式通过审批被列入世界文化遗产名录，成为中国第41处世界遗产[2]。

## 6月27日
- 6月27日至30日，十一届全国人大常委会第二十一次会议召开，会议表决通过《全国人大常委会关于修改个人所得税法的决定》，通过了《行政强制法》。国家主席胡锦涛分别签署第48号、49号主席令，公布了有关法律[3][4]。

## 6月28日
- 中國首家稀貴金屬交易所「湖南南方稀貴金屬交易所」同日於湖南郴州永興縣正式開業。中新社新聞，此象徵中國官方決心爭取「對稀貴金屬的定價話語權」中央社
- 中國雲南省昆明其興建中的新機場於（28日）晚，再度發生類似的坍塌事故（頂板模板坍塌），此事件已造成11人受傷（其中3人重傷）。上一回新機場坍塌事故發生於2010年1月3日，當時的工安意外，曾導致7人死亡，8人重傷。 中廣[]

## 6月30日
- 连接中国北京和上海，全长1,318公里的京沪高速铁路正式开通运营，成为世界上一次性建成里程最长的高速铁路。新华网（页面存档备份，存于）中央社
- 新華網報導，青島膠州灣大橋上午10時通車，是全世界最長一座跨海大橋，同時也是中國北方冰凍海域首座特大型橋樑工程，總投資人民幣147億9,200萬元。大橋全長（約42公里）。中央社中廣
- 中新社報導，中國全國人民代表大會常務委員會第21次會議通過「個人所得稅法修正案」，將個人所得稅起徵點提高至人民幣3,500元，這是中國自1994年「個人所得稅法」實施以來，第3次提高個稅起徵點、也是提高金額最多的一次。中央社
- 《行政强制法》经过全国人大常委会五次审议终获通过，将于2012年1月1日起施行。新华网 Archive.today的存檔，存档日期2013-04-28